# IC 4499
IC 4499 je kulová hvězdokupa v souhvězdí Rajky na jižní obloze. Nachází se ve středně vzdáleném galaktickém halu asi 50 000 světelných let od Země. Objevil ji americký astronom DeLisle Stewart roku 1901. Její hvězdná velikost je 10,6 a je zajímavá tím, že podle její úrovně metalicity je mladší než okolní kulové hvězdokupy; její stáří je asi 12 miliard let. Na obloze se nachází v jihozápadní části souhvězdí, 3 stupně jižně od hvězdy α Muscae s magnitudou 2,7.